# Обь (дизель-электроход)
«Обь» — советский дизель-электроход, транспортное судно ледового класса, флагман Советских Антарктических экспедиций (САЭ) в 1955—1975 годах, приписанный к Мурманскому морскому пароходству.

## Постройка
Дизель-электроход «Обь» был спущен на воду 10 октября 1953 года году на верфи «Де Шельде» во Флиссингене (Нидерланды), где строился под наблюдением советских инженеров. «Обь» — второй дизель-электроход в серии судов типа «Лена». Водоизмещение судна с полным грузом и запасами — 12 500 т, грузоподъёмность — 5 тыс. т. Четыре дизель-генератора давали ток на электромотор, вращавший гребной вал, и развивали мощность в 7 тыс. э. л. с. Тяжёлый, массивный винт из нержавеющей стали мог противостоять самым тяжёлым арктическим льдам. Корпус судна имел ледовый пояс повышенной прочности, что обозначается Регистром символом УЛА (усиленный ледовый арктический). Помимо этого, судно имело наклон бортов на 8° от вертикали. Это обеспечивало при ледовом сжатии подъём корабля и направляло движение льда под корпус судна по принципу, заложенному при строительстве ледоколов у знаменитого нансеновского «Фрама». Наибольшая длина дизель-электрохода «Обь» — 130 м, ширина — 18,8 м, осадка — 8,2 м. На твиндечной палубе судна были размещены пассажирские каюты для перевозки участников экспедиции, на корме построена вертолётная площадка.
Вскоре после постройки, в 1955 году, дизель-электроход переоборудован на Рижском судоремонтном заводе в экспедиционно-исследовательское судно. Для проведения научных исследований на нём было оборудовано девять лабораторий: гидрологическая, метеорологическая, геофизическая, гидрохимическая, биологическая и ряд других.
Благодаря довольно полным обводам максимальная скорость хода при работе двух электромоторов не превышала 15 узлов. Судно хорошо работало во льдах и, несмотря на один винт, обладало хорошей манёвренностью. Оно было исключительно мореходным и могло выдержать сильнейшие штормы. Большие запасы топлива и воды, хорошая оснащённость электрорадионавигационными приборами и наличие мощной радиостанции обеспечивали возможность длительного автономного плавания.
Именно благодаря своим мореходным качествам дизель-электроход «Обь» стал флагманским судном 1-й Комплексной Антарктической экспедиции, стартовавшей в Калининграде 30 ноября 1955 года.

## Первая Комплексная Антарктическая экспедиция (1955—1957)
Первым антарктическим рейсом дизель-электрохода «Обь» руководил опытный капитан дальнего плавания И. А. Ман, член коллегии Министерства морского флота СССР, занимавший тогда должность главного ревизора безопасности мореплавания (он оставался капитаном «Оби» и во время двух следующих её рейсов в Антарктику — в составе 2-й и 3-й САЭ). 14 декабря 1955 года к берегам Антарктиды отправился дизель-электроход «Лена», а позднее — «Рефрижератор № 7».
5 января 1956 года «Обь» первым из советских судов прибыла к берегам Антарктиды, и эта дата считается началом научных исследований Советским Союзом южного материка. Судно пришвартовалось к краю узкого припая бухты Фарр (Море Дейвиса). С этого момента началась напряжённая работа, связанная с поиском места строительства научной базы, разгрузкой 9 тыс. т различных грузов (с обоих судов) и строительством Мирного. На антарктический материк впервые высадились советские люди. Это была группа лыжников из восьми членов экспедиции во главе с профессорами А. М. Гусевым и П. А. Шумским.
После проведения разведки «Обь» перешла на новое, более удобное место, и 15 января началась разгрузка. Доставленные на «Оби» строительные материалы и экспедиционное оборудование подавали из раскрытых трюмов судна на большие тракторы с прицепными санями, которые стояли у борта на припае. Затем тракторы тащили сани на берег, к месту строительства обсерватории. Разгрузка велась круглые сутки. В ней участвовали все члены экипажа судов, строители, учёные, руководители и рядовые члены экспедиции.
13 февраля 1956 года над достраивающимся Мирным был поднят флаг СССР, а советские учёные на много лет получили хорошо оборудованную базу. В марте 1956 года «Обь» покинула Антарктиду. Далее морская часть 1-й САЭ с борта дизель-электрохода «Обь» провела комплексные океанографические исследования в прибрежных антарктических водах, на океанографических разрезах от островов Баллени до Новой Зеландии через Тасманово море, от Австралии к морю Дейвиса и оттуда до Аденского залива.

## Дальнейшая история (1957—1975)
29 февраля 1957 года руководство экспедиции отправило «Обь» для выполнения второй задачи, предусмотренной программой Международного геофизического года, для широкого научного исследования в Южном океане, у берегов Антарктиды.
В ноябре — декабре 1957 года началась 3-я САЭ. Морская часть экспедиции с дизель-электрохода «Обь» провела аэрофотосъёмку побережья Восточной Антарктиды от моря Дейвиса до Земли Виктории. Кроме того, она осуществила комплексные океанографические исследования на юге Тихого океана и на разрезе Антарктида — остров Пасхи — Вальпараисо. В этом рейсе с «Оби» впервые были произведены запуски метеорологических ракет с целью исследования верхних слоёв атмосферы в Южной полярной области. С дизель-электрохода «Обь» были выполнены комплексные океанографические работы на шести разрезах в Индийском океане, а также на разрезе Мирный — Калькутта. С тех пор ежегодно многие годы «Обь» доставляла смены советских учёных на материк, привозила туда горючее для научных станций, самолёты, тракторы, вездеходы, тягачи, вертолёты, разборные дома. «Обь» осуществляла ледовую проводку других судов, участвовавших в этих операциях, — теплоходов «Кооперация», «Михаил Калинин», «Эстония», «Профессор Визе», «Профессор Зубов».
Дизель-электроход «Обь» участвовал в создании научных баз Молодёжная (с 1970 года ставшей главной), Лазарев, Беллинсгаузен.
«Обь» не раз приходила на помощь экспедициям других стран, как это было, например, в 1957 году, когда из тяжёлых льдов был выведен японский научно-исследовательский ледокол «Соя», за что экипаж «Оби» получил благодарность от японского парламента и министра транспорта. За время своих плаваний в Антарктику дизель-электроход «Обь» попутно посетил Сенегал и Объединённую Арабскую Республику, Чили и Аргентину, Индию и Цейлон, Австралию и Новую Зеландию, острова Пасхи и Святой Елены.
Первым помощником капитана Виктором Алексеевичем Ткачёвым, бессменно работавшим на судне более 15 лет, был организован небольшой музей. В нём были представлены минералы Антарктиды и чучела пингвинов, австралийские бумеранги и украшения новозеландских маори, раковины Кокосовых островов и статуя Будды с острова Цейлон, статуэтка японки с девочкой и традиционной сакурой, подаренная экипажем ледокола «Соя», многочисленные фотографии, поздравления, автографы и пожелания полярных исследователей, учёных, моряков, государственных и общественных деятелей многих стран.

## Антарктический дрейф (1973)
Весной 1973 года дизель-электроход «Обь» должен был доставить груз и людей на станцию Ленинградская. Однако судно отправилось в свой 18-й рейс с опозданием на месяц и на место прибыло позже всех допустимых сроков, когда в Антарктике погода резко ухудшается. К берегу подойти не удалось, поэтому провизию, топливо и полярников пришлось переправлять по воздуху. Пилот вертолёта Ми-8, находившегося на борту «Оби», совершил не один десяток рейсов в 40-градусный мороз при скорости ветра более 50 метров в секунду. Разгрузка продолжалась около месяца, пока один из таких ураганов не сломал лопасти вертолёта. 
Судно периодически зажимало во льды, и 23 апреля 1973 года оно окончательно вмёрзло, накренившись на левый борт. Начался дрейф. На борту судна находились 135 учёных и более 60 членов экипажа. Такое случилось впервые. Из Москвы поступали противоречивые указания. До берега было не менее 500 миль, но подготовить взлётную полосу для самолета Ан-2 не представлялось возможным. Ледяную поверхность пересекали гигантские трещины. Судно постоянно сотрясало от толчков. Капитан «Оби» Сергей Волков при помощи подручных средств пытался регистрировать их силу. 
К 10 июня всё-таки удалось наладить «воздушный мост» с дизель-электроходом «Наварин», который пришёл на помощь. Ему удалось подобраться к «Оби» на расстояние в 180 километров. Началась эвакуация экипажа и экспедиции. Дрейф продолжался. 22 июля оставшаяся часть экипажа ощутила лёгкую океанскую зыбь, и ледяное поле, в которое вмёрзла «Обь», раскололось. Так завершился  первый в истории советских антарктических экспедиций дрейф протяжённостью в 1015 километров и продолжительностью в 91 день. В этом рейсе «Обью» была достигнута самая южная в плавании точка — 77 градусов 5 минут 5 секунд ю. ш., 158 градусов 24 минуты з. д.
За спасение судна, мужество и отвагу двенадцать членов экипажа «Оби» были награждены орденами и медалями. Кавалером ордена Ленина стал капитан С. И. Волков (1933—1983). Три месяца постоянного напряжения, борьбы за спасение судна и людей сказались на его здоровье. После возвращения из рейса он впервые попал в больницу, где врачи констатировали сердечную аритмию.

## Рейсы в северных водах (1975—1980)
Вернувшись в 1975 году из последнего, 19-го антарктического рейса, «Обь» передала вымпел флагмана антарктических плаваний вновь построенному для Арктического и антарктического НИИ дизель-электроходу «Михаил Сомов». В дальнейшем «Обь» совершала рейсы в Арктике, где внесла большой вклад в продление арктических навигаций. Свой последний рейс «Обь» выполнила на линии Мурманск — Дудинка, действующей круглый год. В апреле 1980 года дизель-электроход был списан.
За два десятилетия судно прошло более 785 тысяч миль, т. е. почти четырёхкратное расстояние от Земли до Луны. Оно побывало во всех океанах и 35 морях, посетило 46 портов 29 стран мира. Тридцать восемь раз дизель-электроход «Обь» пересекал экватор, десятки раз — Северный и Южный полярный круг. С борта «Оби» сделано более 70 географических открытий.

## Последние годы (1980—2010)

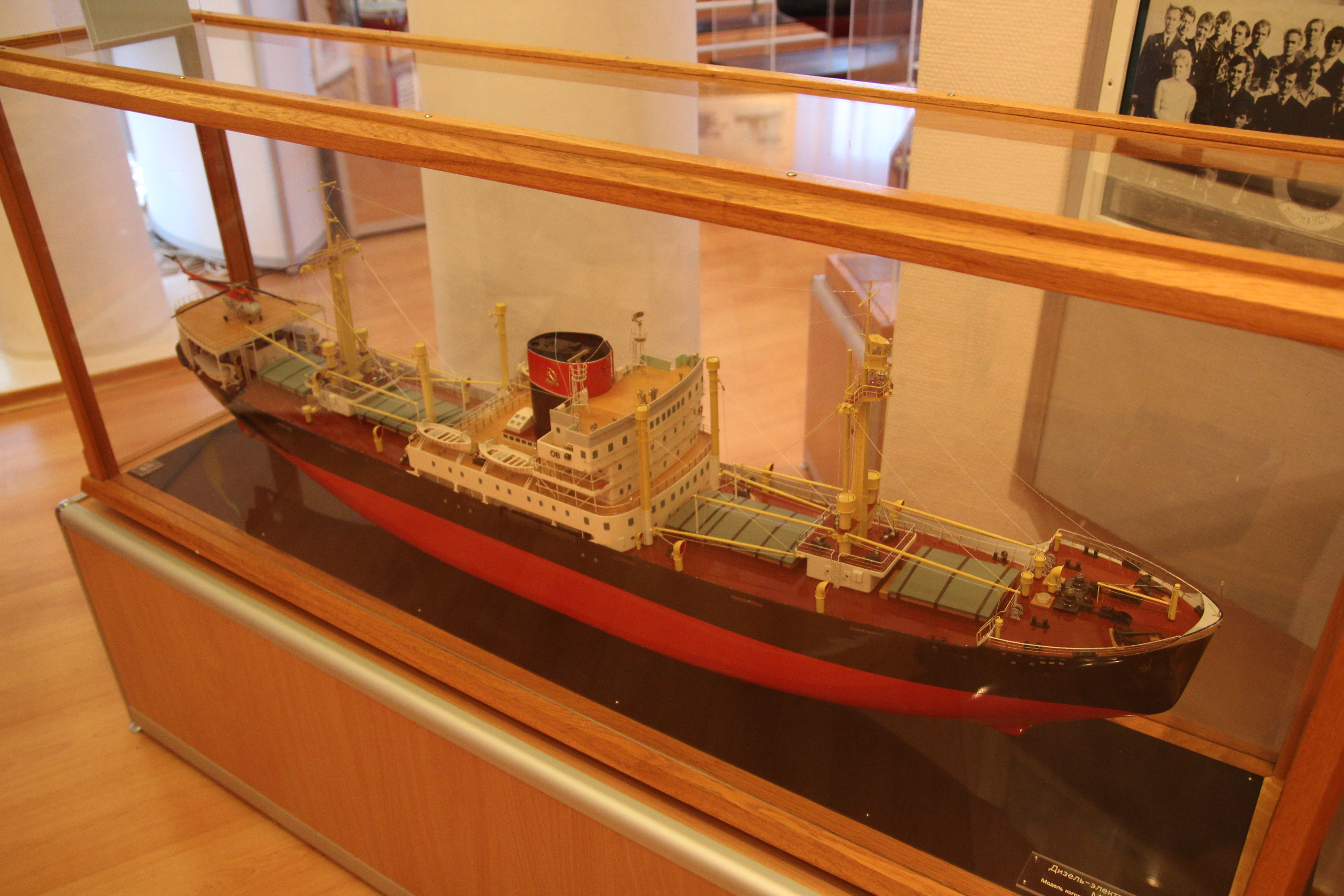
Модель судна в музее Мурманского морского пароходства

После выведения из эксплуатации судно было продано Министерству геологии СССР и вошло в состав флота «Арктикморнефтегазразведки». В 1981 году «Обь» как судно снабжения принимала участие в первых бурениях на шельфе в устье реки Печоры, производимых с посаженного на грунт и переоборудованного под буровую платформу судна «Севастополь». Позже судно использовали в качестве хозяйственно-бытового модуля, на острове Колгуев как общежитие для нефтяников. Впоследствии оно было разбито штормом и брошено на мели в губе Раменка вблизи селения Бугрино, где подвергалось разграблению охотников за металлом.
В ноябре 2009 года судно было снято с мели и отбуксировано в Архангельск на судоремонтный завод «Красная кузница». После того как были срезаны мачты и надстройки, а корпус загерметизирован, его перевели в посёлок Лайский Док, где проведена разделка внутренних помещений. Весной 2010 года остов судна был окончательно разрезан на «Красной кузнице».

## Капитаны дизель-электрохода «Обь»
- А. Ф. Пинежанинов[9]
- О. И. Воденко
- С. И. Волков[10]
- А. О. Дубинин[11]
- Ю. К. Карлов[12]
- Э. И. Купри
- И. А. Ман[13]
- Н. М. Свиридов[14][3]

## Награды, память
21 июня 1971 года дизель-электроход «Обь» награждён памятной медалью Главного управления Гидрометеорологической службы при Совете Министров СССР, посвящённой 50-летию Советской Гидрометеорологической службы.
Название первого флагмана Советских антарктических экспедиций увековечено на картах Антарктики. В его честь названы: банка в Индийском секторе Южного океана, открытая САЭ в 1957 году, другая банка в Индийском океане, залив в море Сомова на северном побережье Земли Виктории, нанесённый САЭ на карту в 1958 году, проход в море Дейвиса у Берега Правды вблизи обсерватории Мирный, открытый в 1956 году, а также жёлоб и подводная гора в Индийском океане.

Дизель-электроход «Обь» на почтовых марках СССР и России
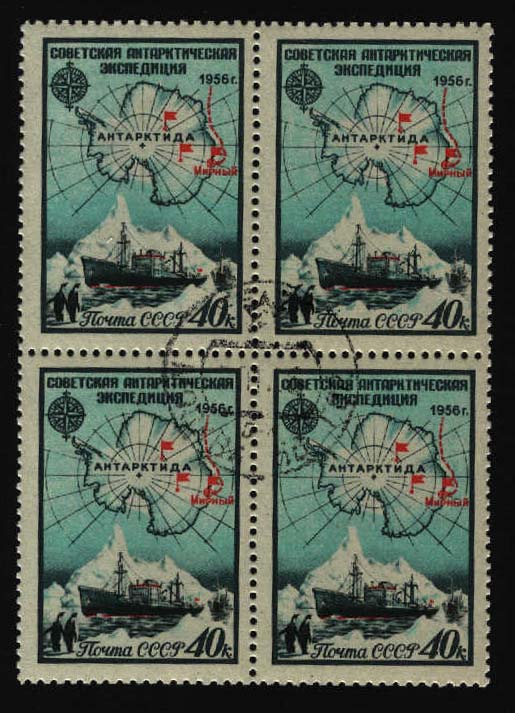
Блок марок СССР в честь первой Антарктической экспедиции, 1956 год
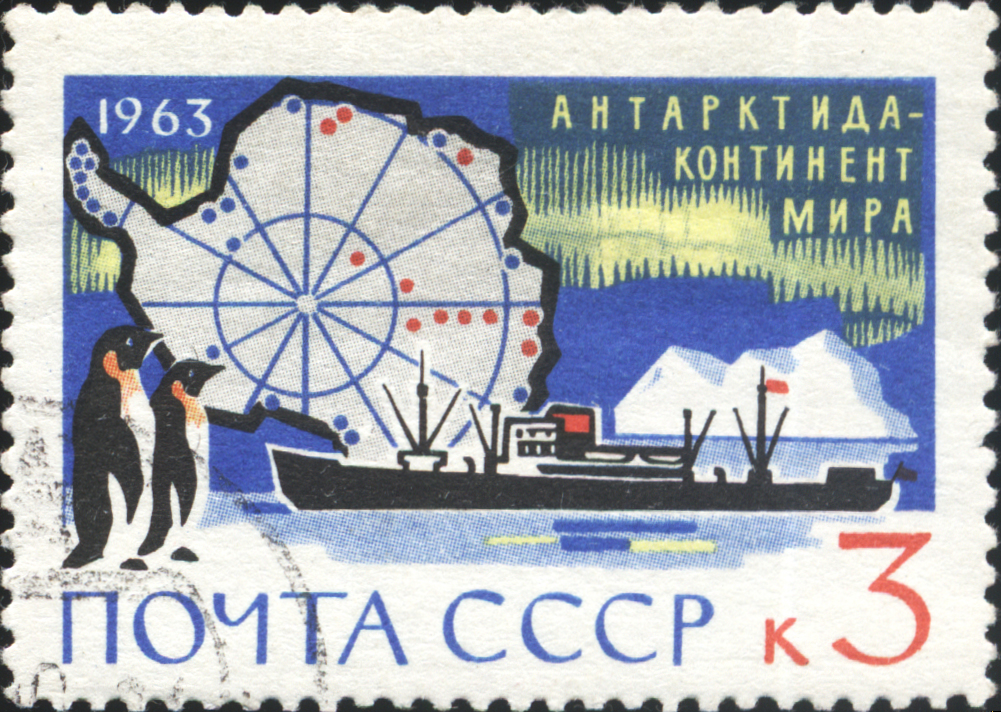
Марка СССР из серии «Антарктида — континент мира», 1958 год
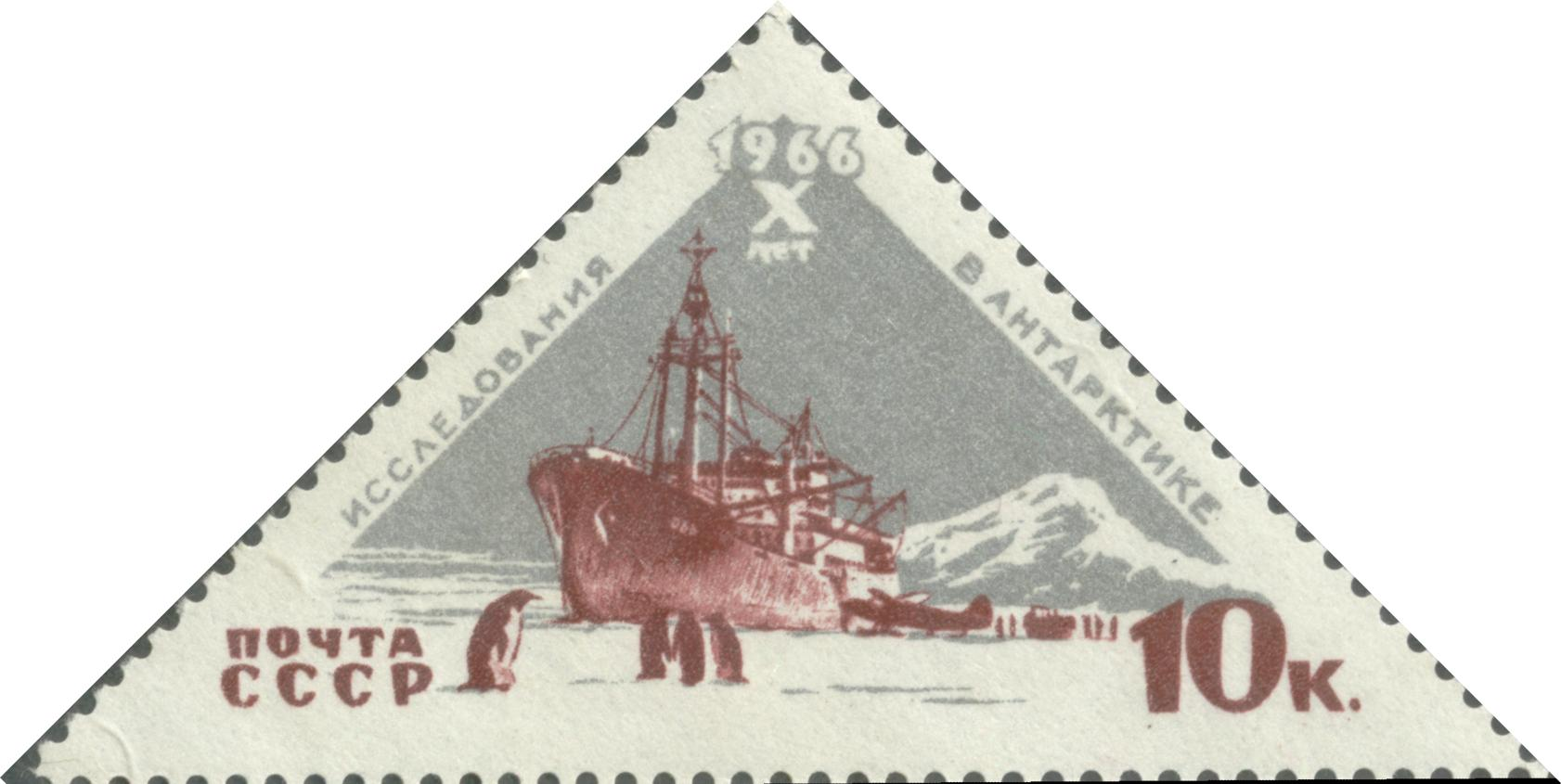
Марка СССР к 10-летию 1-й Советской Антарктической экспедиции, 1966 год
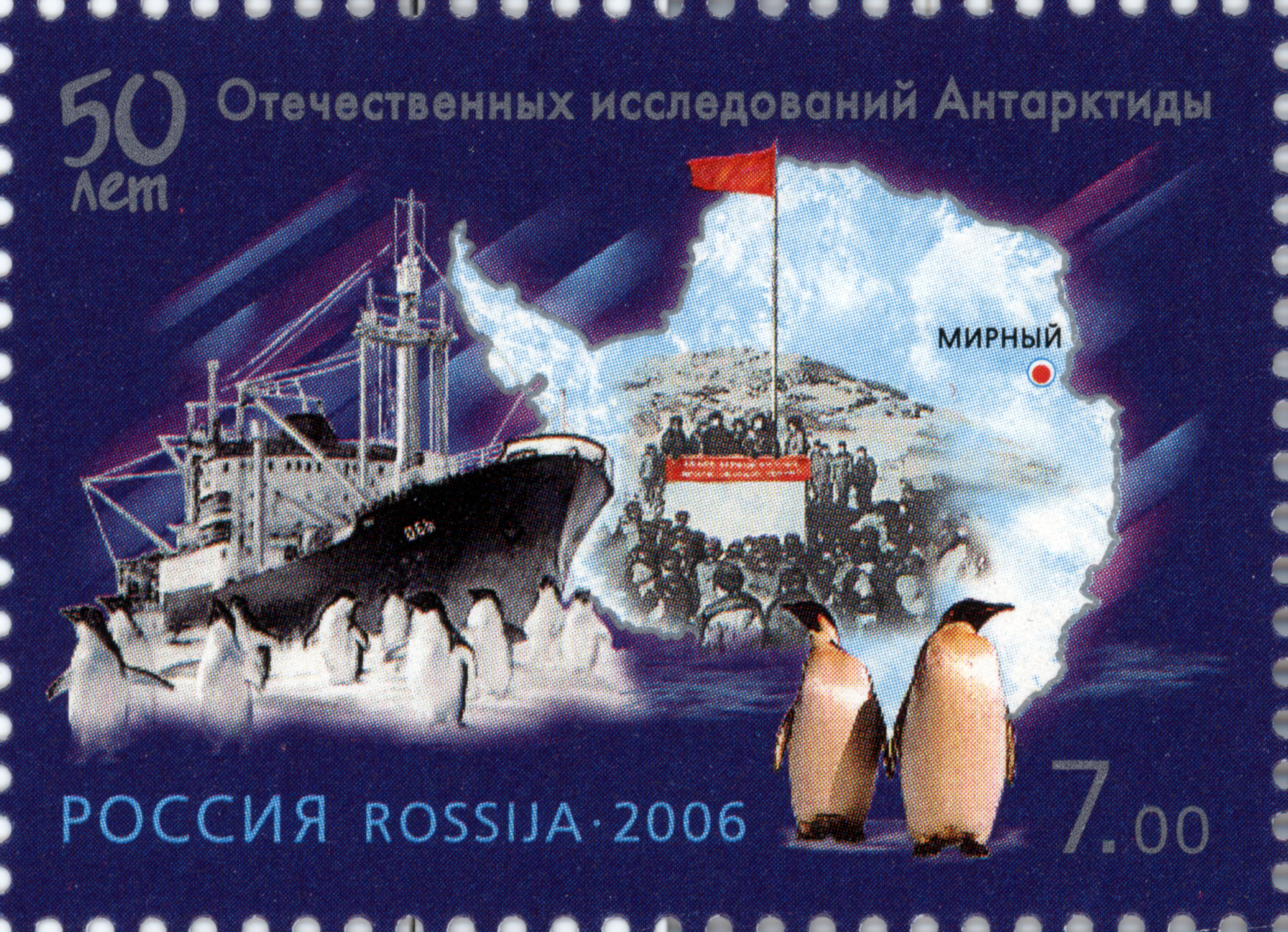
Марка России к 50-летию отечественных исследований в Антарктиде, 2006 год